# Trachylepis wrightii
Espèce
Synonymes
- Mabuia wrightii Boulenger, 1887
- Mabuya wrightii (Boulenger, 1887)
- Mabuya wrightii ilotensis Rendahl, 1939

Statut de conservation UICN

 VU D2 : Vulnérable
Trachylepis wrightii est une espèce de sauriens de la famille des Scincidae.

## Répartition

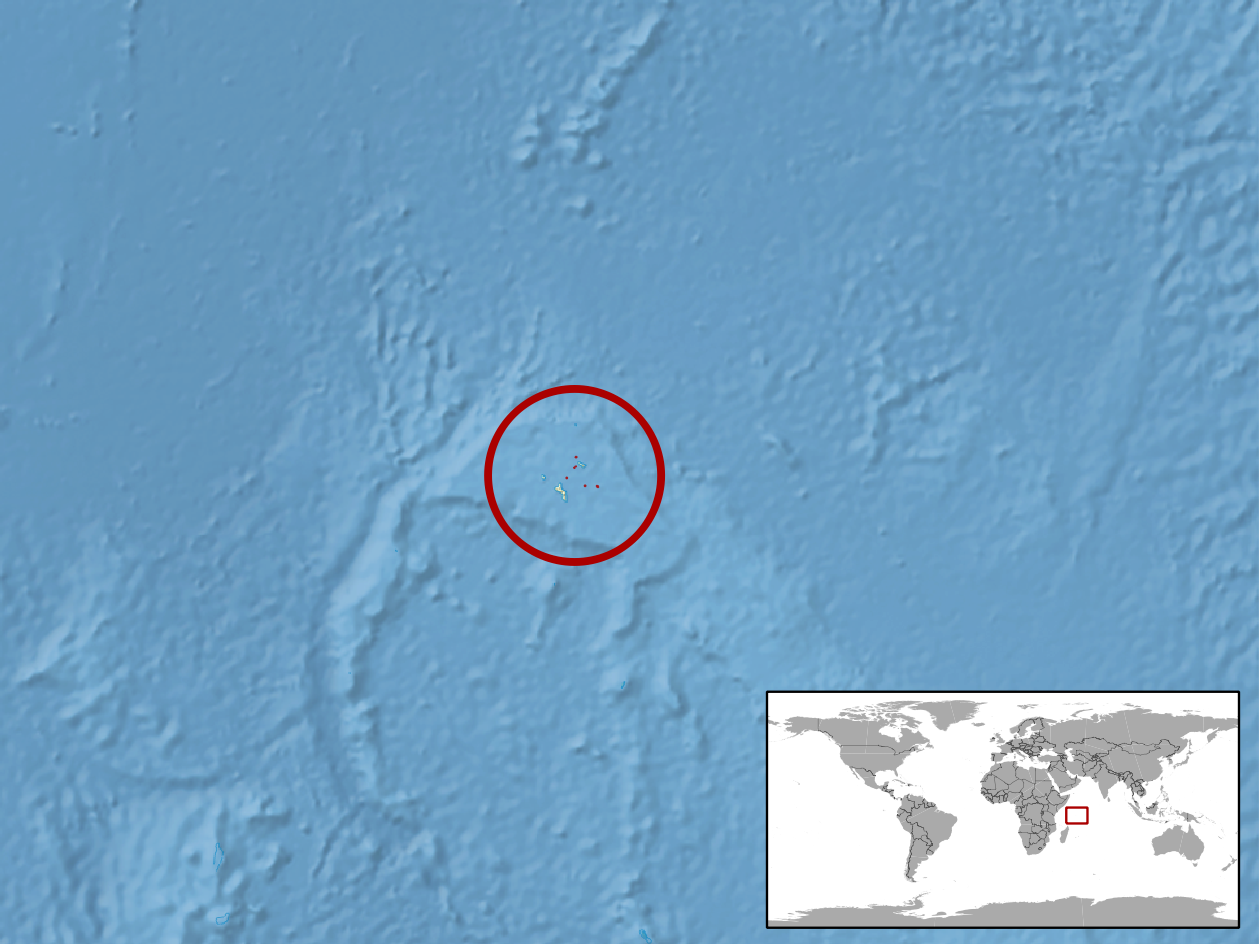
Répartition de l'espèce.

Cette espèce est endémique des Seychelles.

## Liste des sous-espèces
Selon The Reptile Database (17 décembre 2012) :
- Trachylepis wrightii ilotensis (Rendahl, 1939)
- Trachylepis wrightii wrightii (Boulenger, 1887)

## Étymologie
Cette espèce est nommée en l'honneur d'Edward Percival Wright (1834-1910).

## Publications originales
- Boulenger, 1887 : Catalogue of the Lizards in the British Museum (Nat. Hist.) III. Lacertidae, Gerrhosauridae, Scincidae, Anelytropsidae, Dibamidae, Chamaeleontidae. London, p. 1-575 (texte intégral).
- Rendahl, 1939 : Zur Herpetologie der Seychellen. I. Reptilien. Zoologische Jahrbucher, abteilung für Systematik, Geographie und Biologie der Tiere, vol. 72, p. 255-328.